# 鈴木Splash
鈴木Splash（日语：スズキ・スプラッシュ）乃是日本鈴木公司自2008年至2014年間開發製造的都市車，其兄弟車為歐寶Agila、佛賀Agila（英國）。由於福特汽車已經在印度市場註冊使用「Splash」，故馬魯蒂鈴木公司將之取名為馬魯蒂Ritz。原廠位於中國的合資企業昌河鈴木於2011年將之國產化，命名為鈴木派喜。

## 歷史與概要

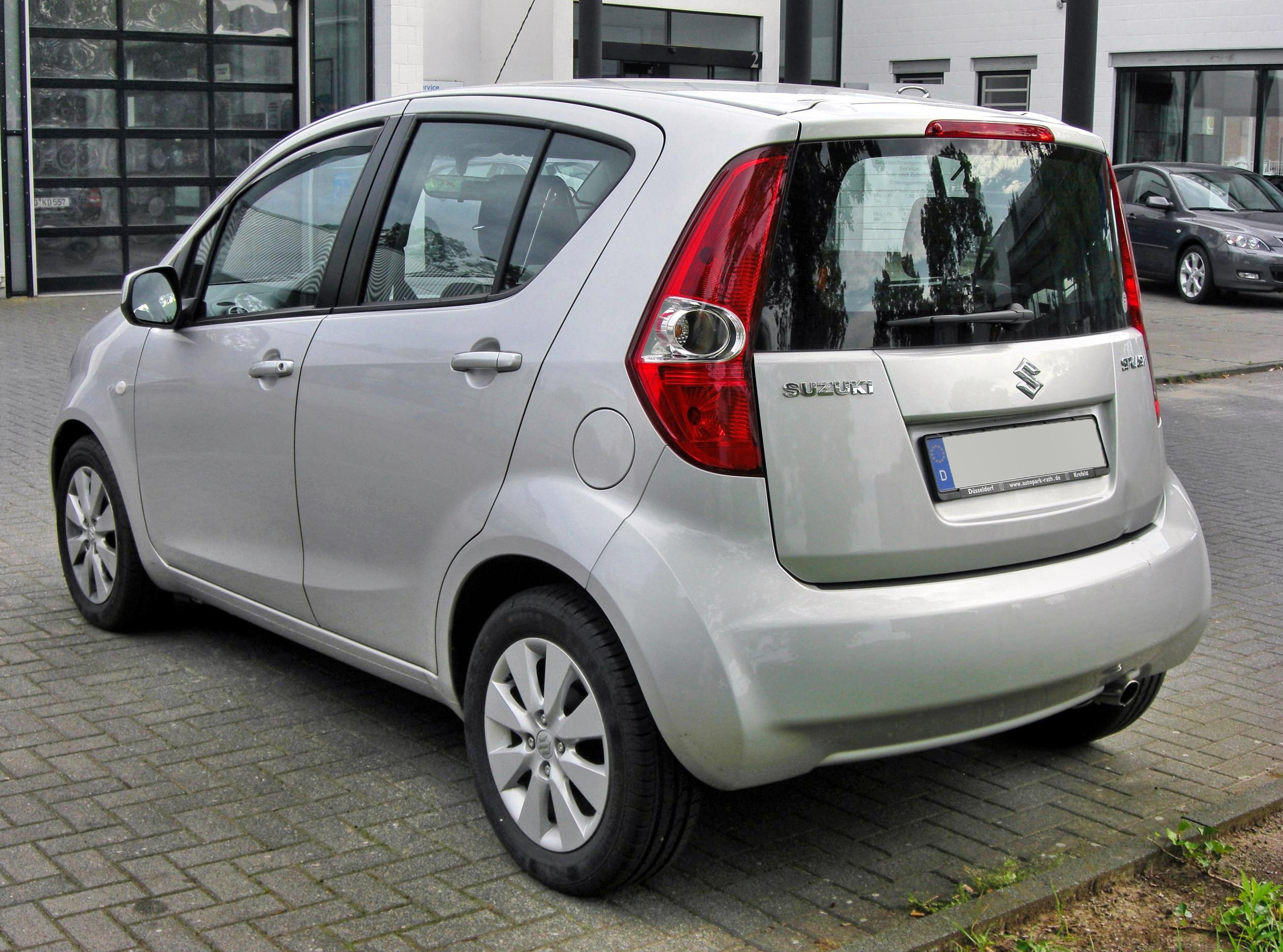
車尾

2006年 - 原廠在巴黎車展上公開「Project Splash」，翌年9月於德國法蘭克福車展、10月於日本東京車展公開概念車。
2008年 - 3月由匈牙利馬札爾鈴木公司生產的Splash正式供應歐洲市場。1981年美國汽車巨擘通用汽車購入鈴木的股票，雙方開始合作關係；全盛時期時前者甚至持有後者20.4%的股權。基於這層關係，這款車換牌後的兄弟車為歐寶Agila，英國市場則又換牌成佛賀Agila。這款車的底盤沿用第二代鈴木Swift，搭載1.0L直列三缸DOHC K10B型、1.2L直列四缸DOHC K12B型二具引擎外，另針對歐洲消費者的習性添加一具由飛雅特汽車提供的1.3L直列四缸DOHC DDiS型柴油引擎，配合五速手排或四速自排變速箱。由於在歐洲市場創下銷售佳績，同年10月21日原廠決定自匈牙利工廠引進日本當地販售，這是該公司史上第一輛海外製造的進口車款。日規版Splash以1.2L引擎搭配CVT變速系統，採用前置前驅的佈局。
2009年 - 5月15日印度馬魯蒂鈴木公司開始推出「馬魯蒂Ritz」，動力來源有1.2L直列四缸DOHC K12B型、1.3L直列四缸DOHC DDiS型柴油引擎等二具，搭配五速手排變速箱。另外因應當地鄉間崎嶇的道路狀況，最低地上高增加170mm，全高達1,620mm。
2011年 - 11月18日昌河鈴木將之國產化，並命名為「鈴木派喜」，車頭也換成昌河鈴木的廠徽標誌。搭載1.4L直列四缸DOHC VVT K14B-G型引擎，搭配五速手排變速系統。
2012年 - 進行小改款，變更前後保險桿、引擎蓋和水箱格柵等處的造型，使得車身總長變成3,775mm。在內裝方面，中控台採用鋼琴黑烤漆塗裝，變更座椅布料材質，門邊扶手也以黑色布質材料包覆。在動力方面除了原有的1.0L直列三缸DOHC K10B型引擎，1.2L直列四缸DOHC K12B型引擎改成3.雙噴射系統。另外，頂級車款多了ESP電子穩定輔助系統、側邊輔助氣簾、15吋鋁合金鋼圈、前霧燈、免鑰匙感應門鎖系統（keyless entry system）等配備。
2014年 - 日本市場於8月停售，歐洲市場則是該年年底停售。

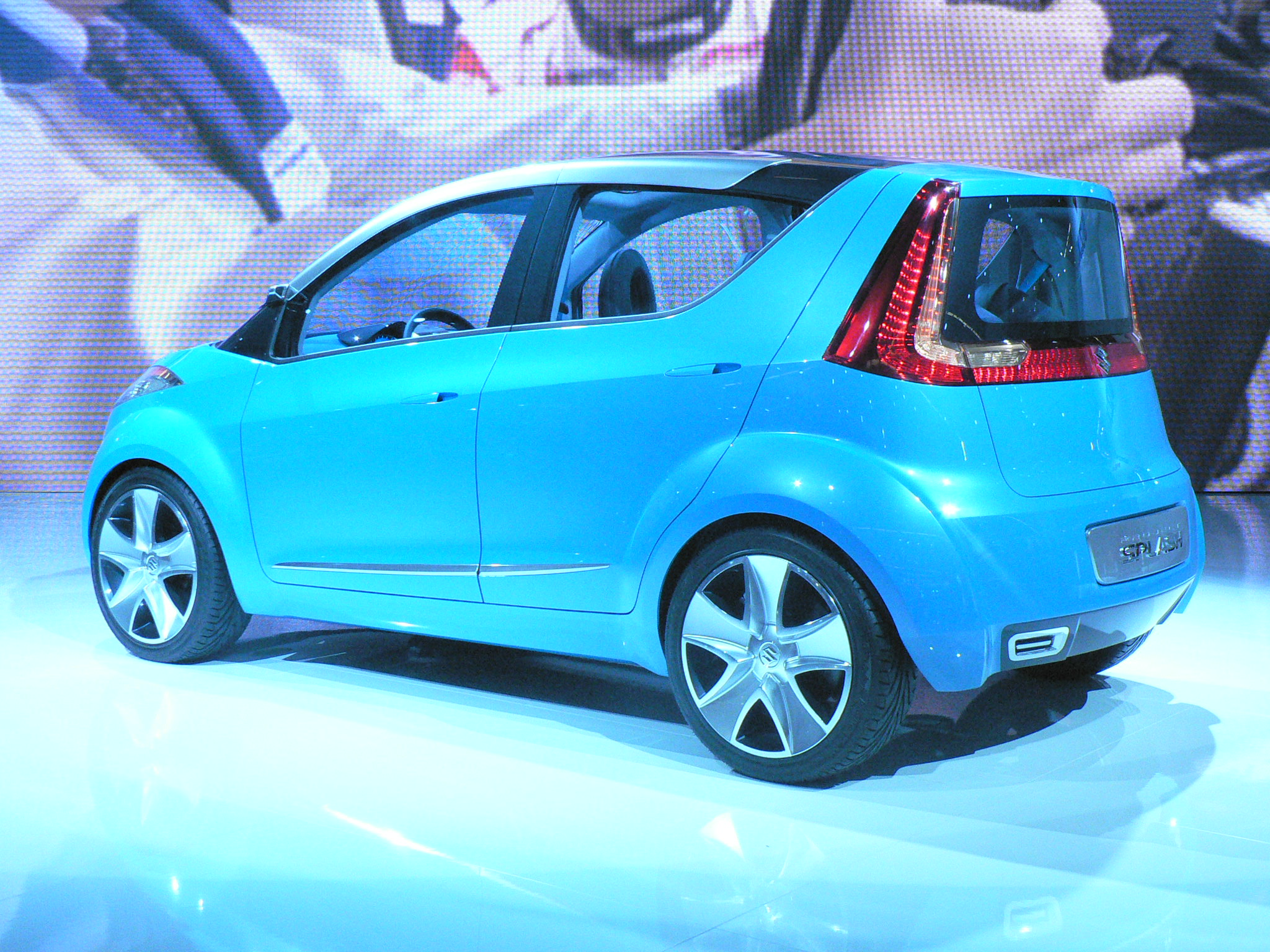
Splash概念車
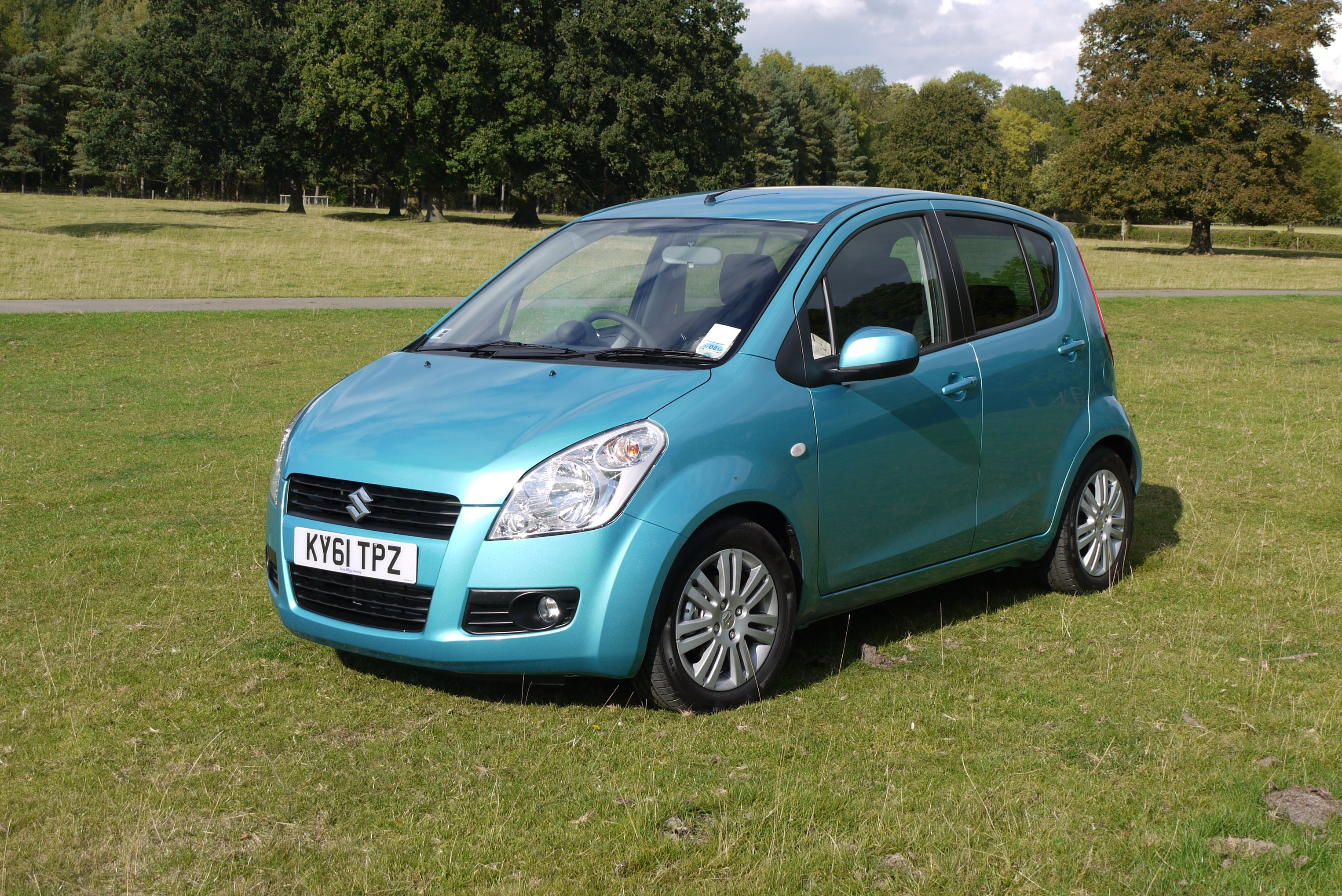
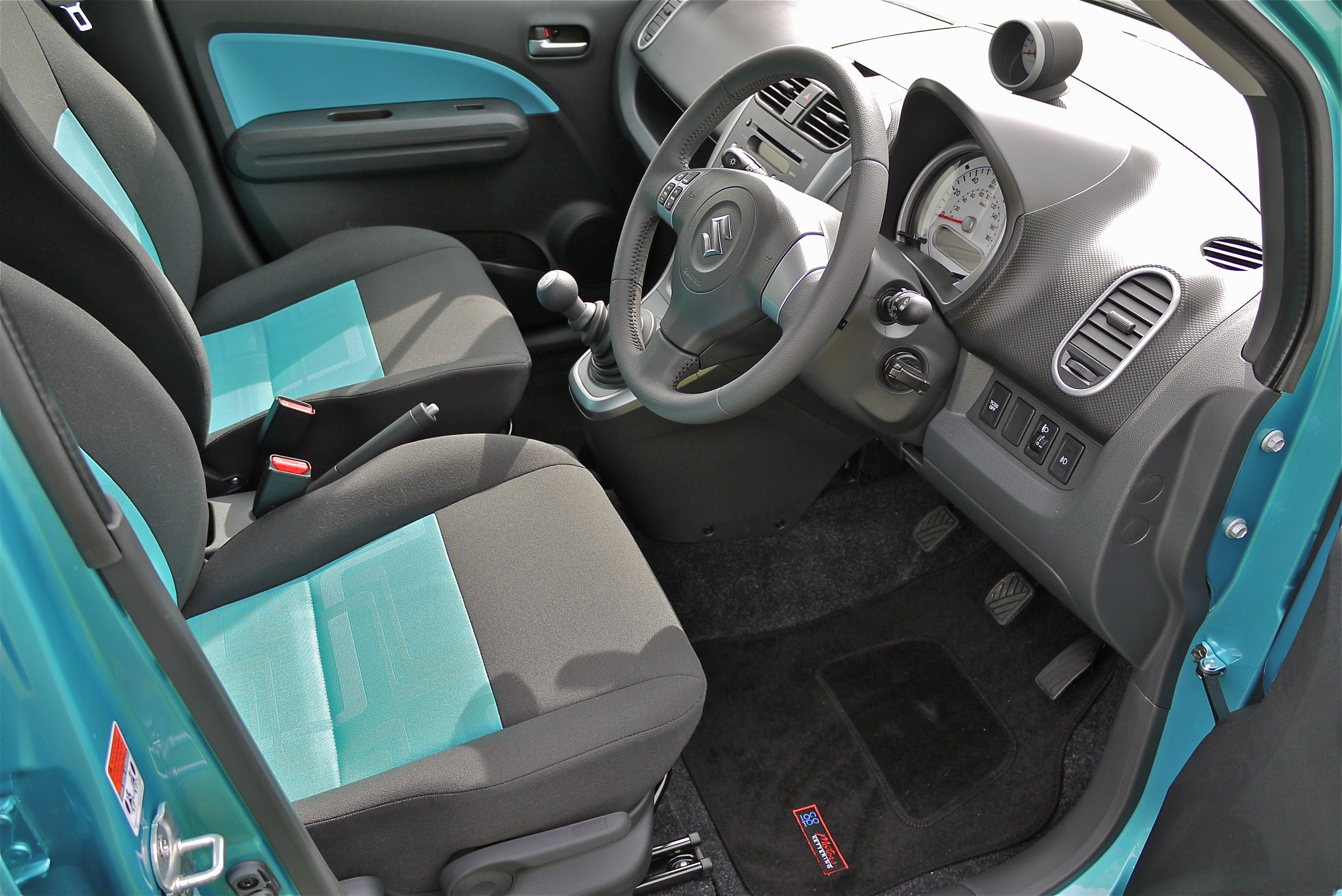
內裝
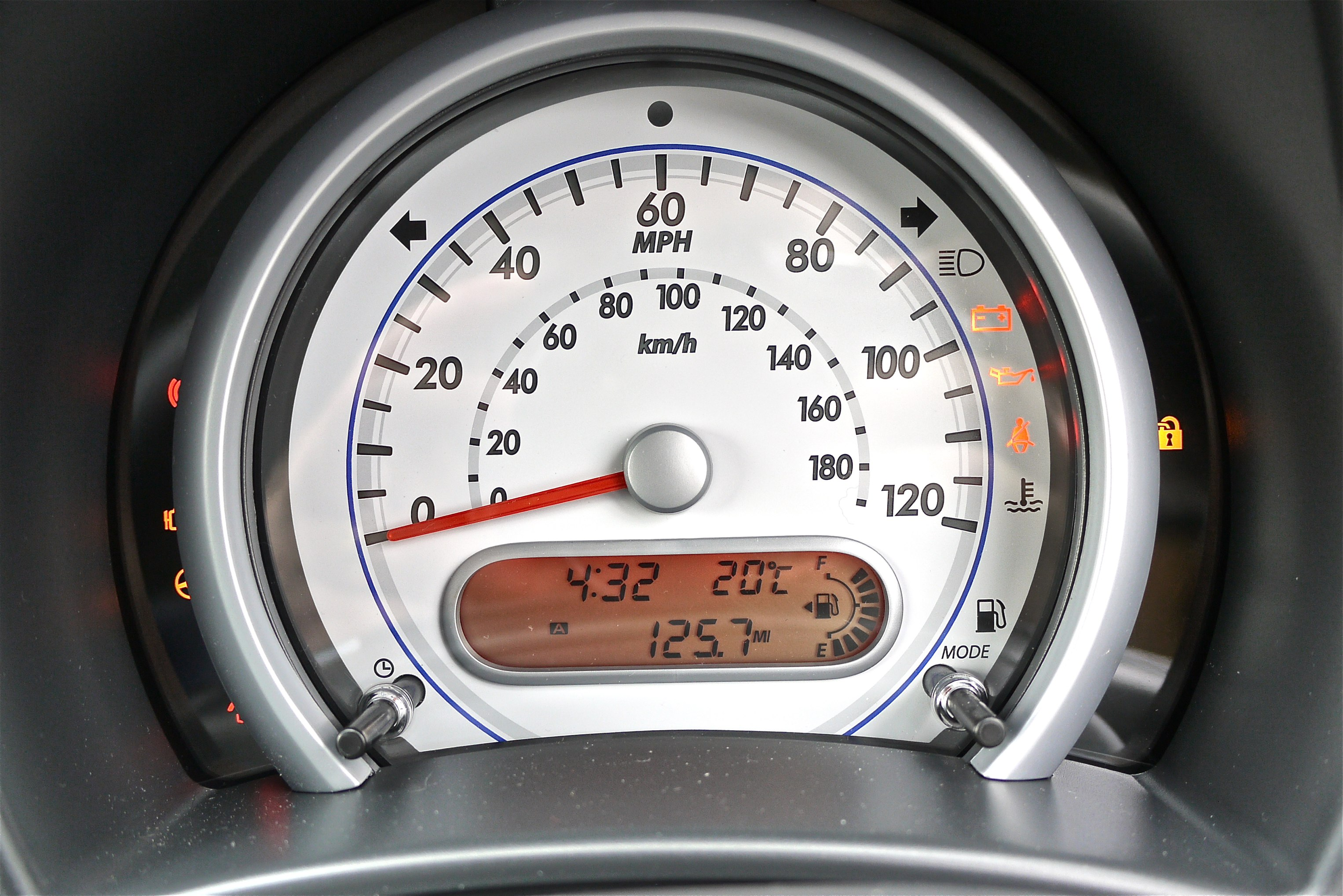
儀表特寫
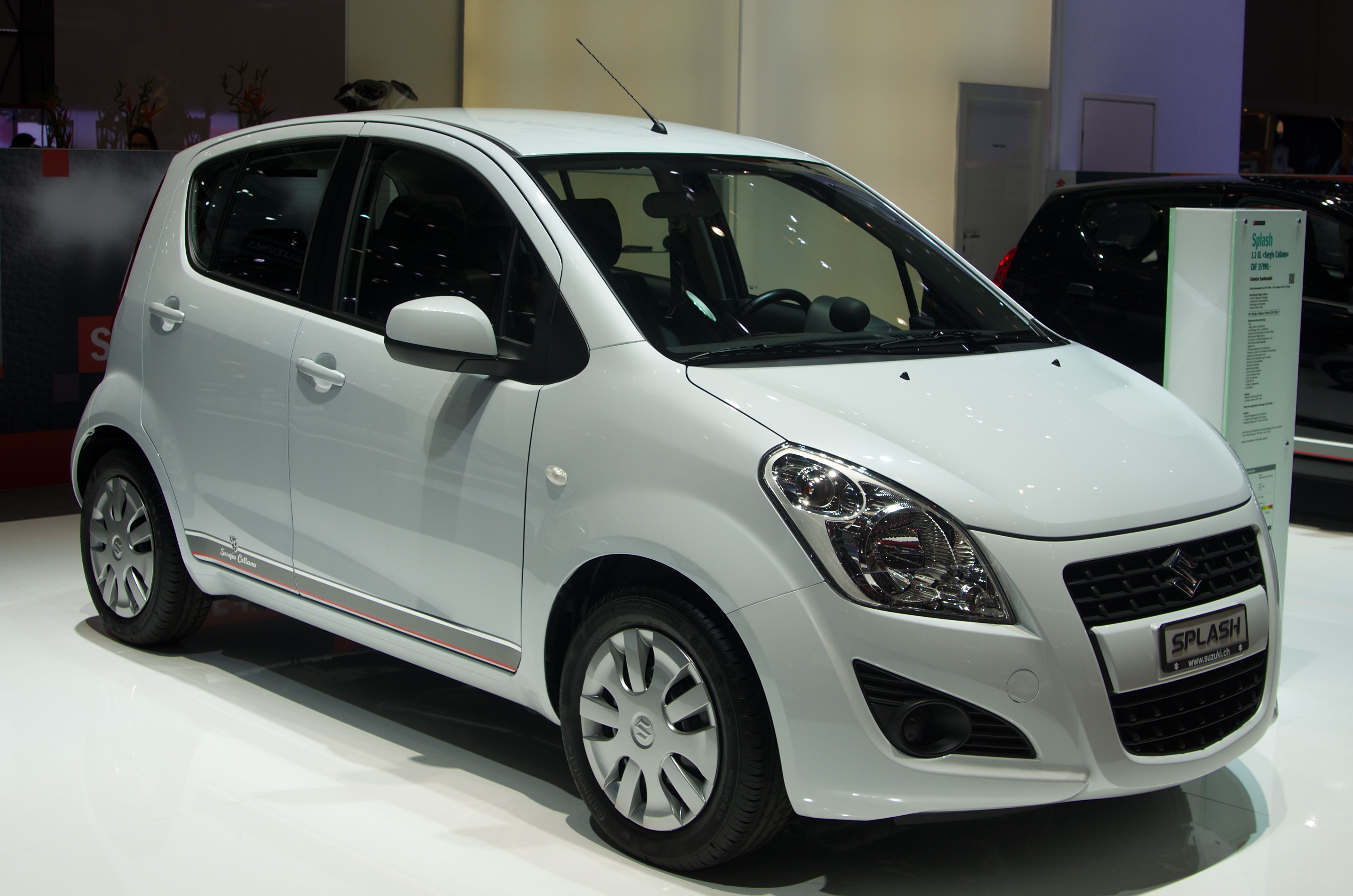
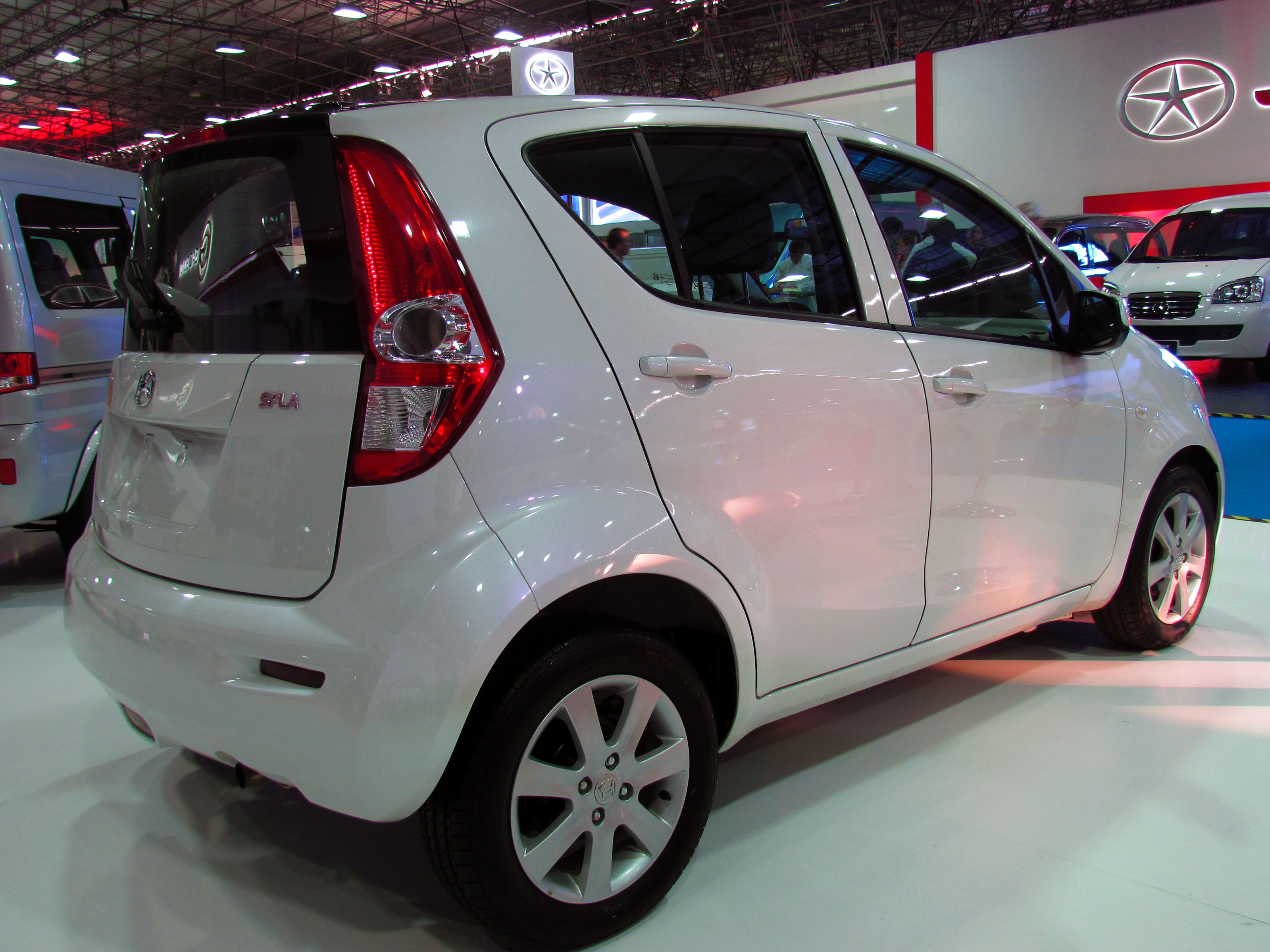
昌河鈴木生產的Splash
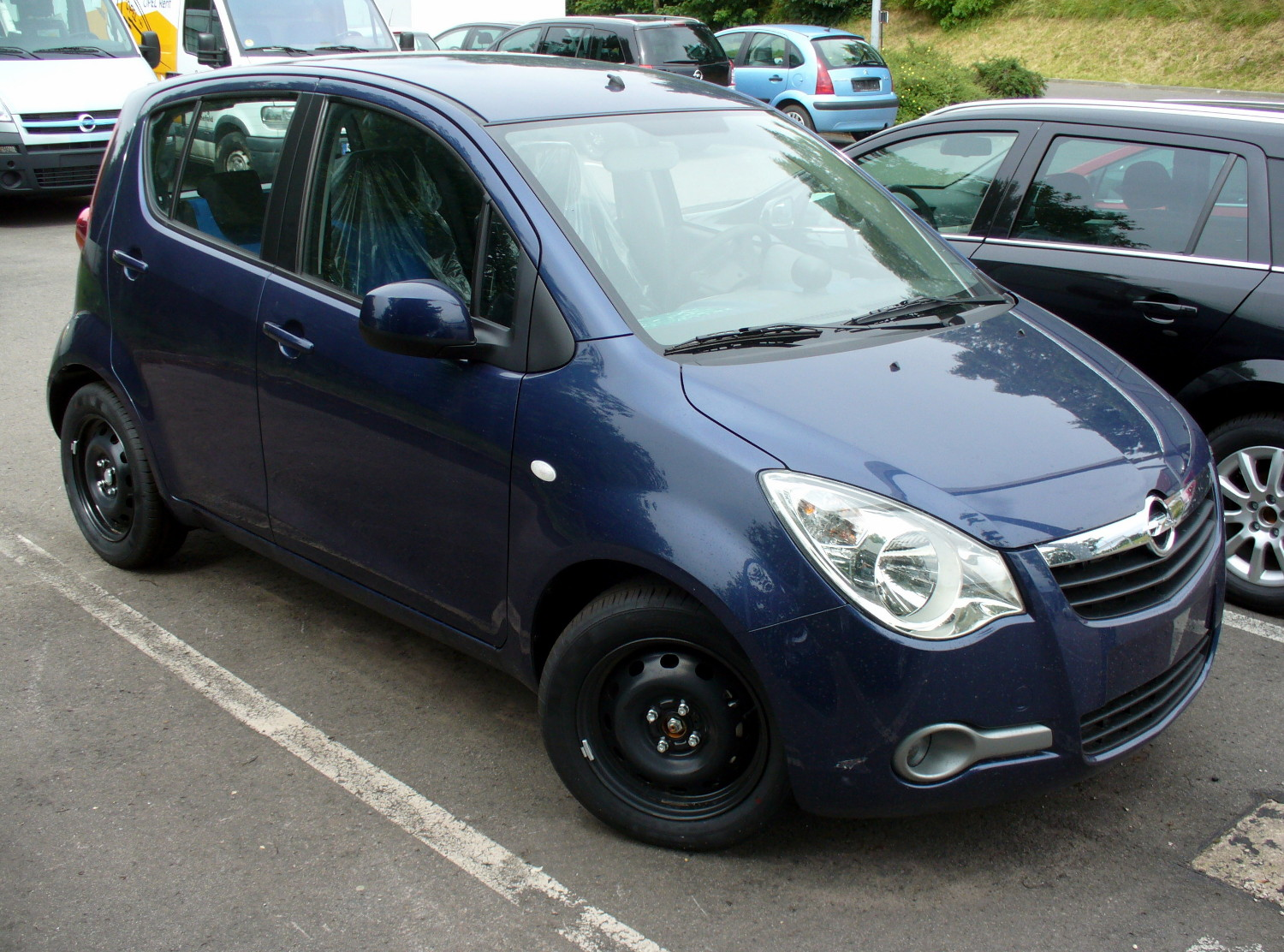
歐寶Agila車頭
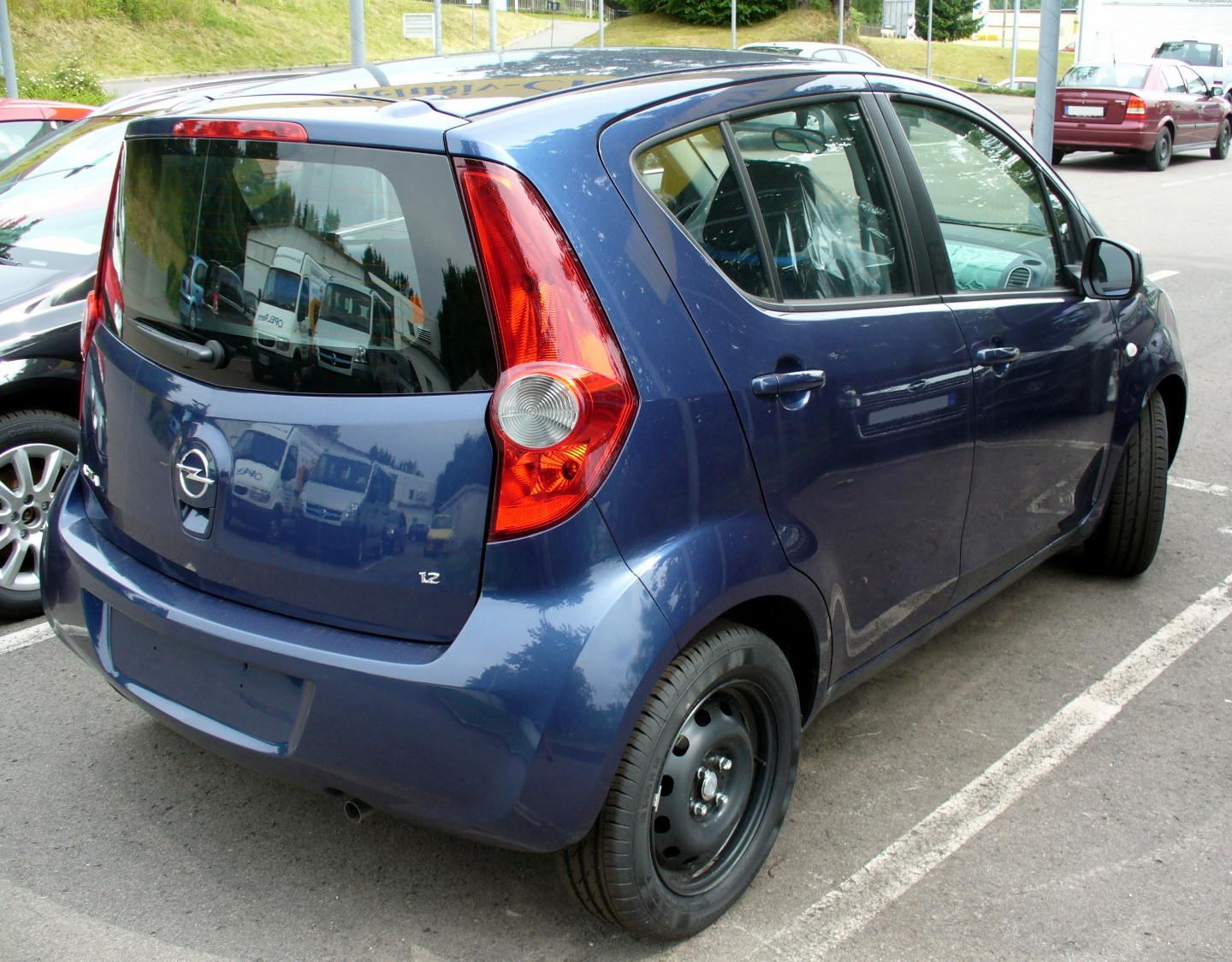
歐寶Agila車尾
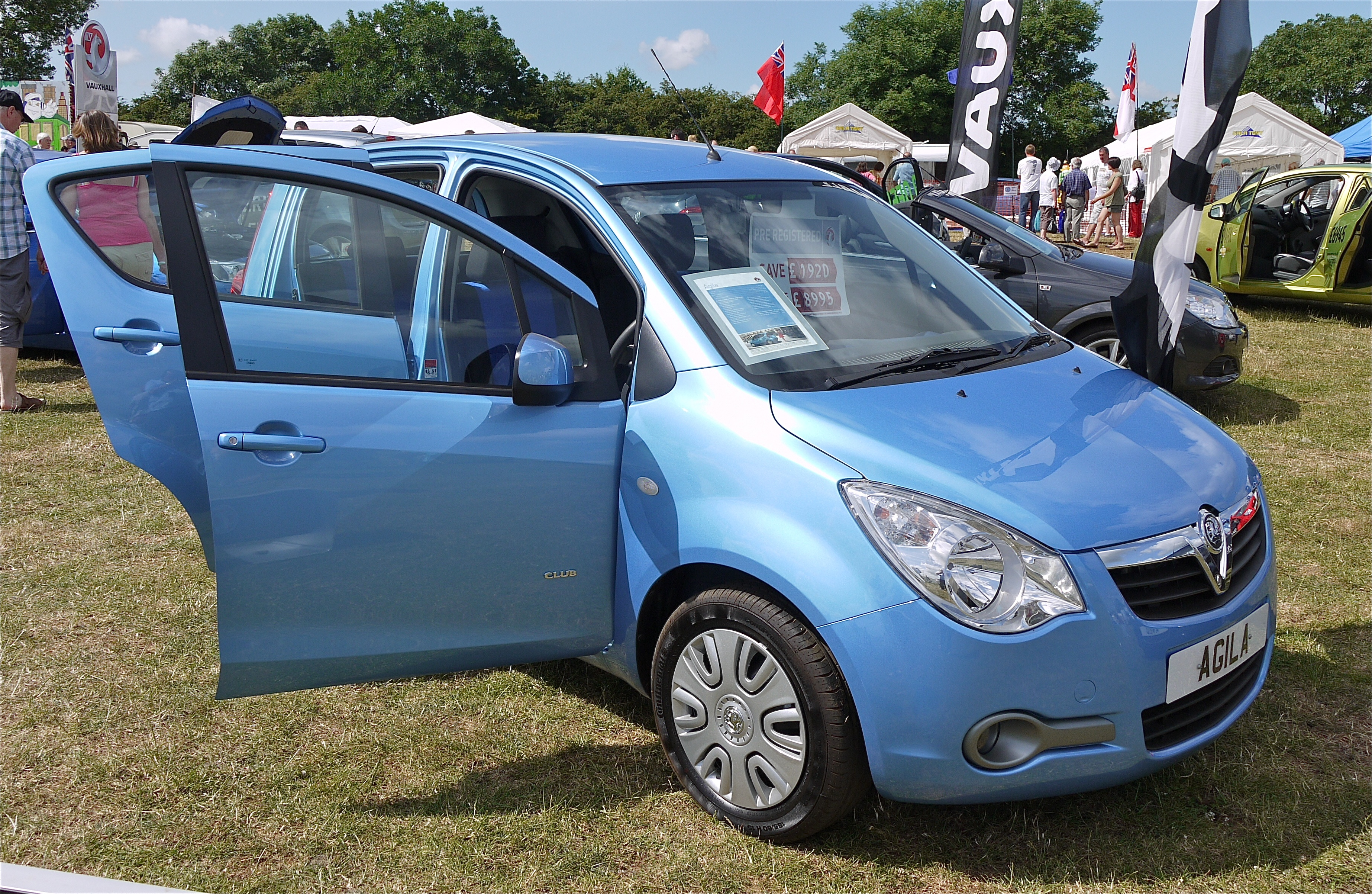
佛賀Agila